# Friedrich von Bernhardi
Friedrich von Bernhardi   (Sant Petersburg, 22 de novembre de 1849 - Kunnersdorf (Schöpstal), 11 de desembre de 1930) va ser un general prussià i historiador militar. Com a escriptor va tenir molt èxit, va fer llibres de diverses temàtiques militars, tots apareguts abans de la I Guerra Mundial. Notori militarista, el seu llibre més conegut va ser el bel·licós Deutschland und der Nächste Krieg (Alemanya i la Propera Guerra), imprès en 1911. Allà descrivia la guerra com un assumpte diví, i proposava que Alemanya hauria d'adoptar una postura agressiva i ignorar els tractats.

## Biografia
Bernhardi va néixer a Sant Petersburg, Imperi rus. El seu pare era diplomàtic destinat a l'Imperi Rus. La seva família va emigrar a Schöpstal, Silèsia en 1851.
Durant la guerra francoprussiana (1870-71), Bernhardi era tinent de cavalleria en el 14è Regiment d'Hússars de l'Exèrcit prussià, i al final del conflicte va tenir l'honor de ser el primer alemany a cavalcar sota l'Arc de Triomf quan els alemanys van entrar a París.
Entre 1891 i 1894, va estar destinat a Berna i va ser cap del departament d'història militar del Gran Estat Major General a Berlín. Va ser seleccionat general al comandament del VII Cos d'Exèrcit en Münster a Westfàlia en 1907, retirant-se dos anys després i iniciant la seva carrera com a escriptor militar. Van cridar l'atenció àmpliament les memòries del seu pare, el diplomàtic i historiador Theodor von Bernhardi, que ell va publicar, i encara més el seu llibre Alemanya i la Pròxima Guerra. En aquest llibre Bernhardi sosté que la guerra és una necessitat biològica, i que estava d'acord amb la llei natural, sobre la qual descansen totes les lleis de la naturalesa, la llei de la lluita per l'existència.
Bernhardi tornar al servei actiu durant la I Guerra Mundial com a general. Va lluitar amb èxit primer en el front oriental en el riu Stochod, on va assaltar el cap de pont de Tsarecze, i després en el front occidental, en particular en Armentières. Va rebre la Pour le Mérite, que és una medalla militar, el 20 d'agost de 1916, per la seva participació en la defensa alemanya contra l'Ofensiva Brusilov.

## Obres seleccionades
- Videant Consules: Ne Quid Respublica Detrimenti Capiat (1890) (publicada anònimament)
- Unsere Kavallerie im Nächsten Kriege. (1899) (La Cavalleria en les Guerres Futures)
- Deutschland und der Nächste Krieg. (1911) (Alemanya i la Pròxima Guerra)
- Vom heutigen Kriege. (1912) (En la Guerra d'Avui)
- Vom Kriege der Zukunft, nach den Erfahrungen donis Weltkrieges. (1920) (La Guerra del Futur, a la llum de les lliçons de la Guerra Mundial)

- Ordre de l'Àguila Vermella, Primera Classe amb fulles de roure
- Ordre de la Corona, Primera Classe (Prússia)
- Creu de Ferro de 1870, 2a classe
- Creu de Servei (Prússia)
- Comandant de Segona Classe de l'Orde del Lleó de Zähringen (Baden)
- Gran Creu de l'Orde d'Albert (Saxònia)
- Ordre de la Casa de Lippe, 1a classe
- Creu Daurada de l'Ordre del Redemptor (Grècia)
- Creu d'Oficial de l'Orde dels Sants Maurici i Lázaro (Savoia)
- Comandant de l'Orde imperial de Francisco José (Àustria-Hongria)
- Gran Oficial de l'Ordre de la Corona de Romania
- Gran Creu al Mèrit Militar (Espanya)
- Orde del Medjidie, 3a classe (Imperi otomà)
- Creu de Ferro de 1914, 1a Classe
- Pour le Mérite amb fulles de roure
  - Pour le Mérite el 20 d'agost de 1916
  - Fulles de Roure el 15 de maig de 1918